# .sr
.sr е интернет домейн от първо ниво за Суринам. Представен е през 1991 г. Администрира се от Telesur.